# Gusztáv Szepesi
Gusztáv Szepesi, född 17 juli 1939 i Miskolc, död 5 juni 1987 i Tatabánya, var en ungersk fotbollsspelare.
Szepesi blev olympisk guldmedaljör i fotboll vid sommarspelen 1964 i Tokyo.